# Saint-Brès, Hérault
Saint-Brès là một xã thuộc tỉnh Hérault trong vùng Occitanie phía nam nước Pháp.